# 高井諭
高井 諭（たかい さとし、1945年10月15日 - ）は、愛知県出身の元プロ野球選手（投手）。

## 来歴・人物
中京商業高校では、同期のエース三輪田勝利（阪急）の控え投手であった。1963年の春季中部大会に出場。決勝で名商大付を降し優勝を飾るが、準決勝では先発として起用され、四日市工に完投勝利を記録している。夏の甲子園は五番打者、右翼手として出場。3回戦に進むが、井上健二（東映）、平岡一郎の二本柱を擁する横浜高に敗れる。この大会では1回戦、2回戦にリリーフとして登板している。他の高校同期に下村栄二（広島）がいた。オーバースローの本格派でシュートやカーブを武器とした。
卒業後は地元の名古屋商科大学へ進学。愛知大学リーグでは優勝に届かず2位2回にとどまる。リーグ通算49試合に登板し25勝15敗、防御率1.66、249奪三振。ベストナインと敢闘賞を1回ずつ受賞。1966年第1次ドラフト会議で中日ドラゴンズから8位指名を受けたが、ドラフト翌日に在学中の名商大を中退していない事が発覚し、指名取消しとなった。
その後、名商大を中退し、日本コロムビアへ入社。
1967年ドラフト会議でサンケイアトムズから4位指名を受け入団。公式戦では初登板で1アウトしかとれず自責点4を記録し、これが最初で最後の一軍マウンドとなったため、通算防御率108.00の記録が残った。1971年に現役引退。
引退後は名古屋市西区で「炉端焼き　たかい」を経営している。

## 詳細情報

### 年度別投手成績
| 年 度     | 球 団     | 登 板 | 先 発 | 完 投 | 完 封 | 無 四 球 | 勝 利 | 敗 戦 | セ 丨 ブ | ホ 丨 ル ド | 勝 率 | 打 者 | 投 球 回 | 被 安 打 | 被 本 塁 打 | 与 四 球 | 敬 遠 | 与 死 球 | 奪 三 振 | 暴 投 | ボ 丨 ク | 失 点 | 自 責 点 | 防 御 率 | W H I P |
| --------- | --------- | ----- | ----- | ----- | ----- | -------- | ----- | ----- | -------- | ----------- | ----- | ----- | -------- | -------- | ----------- | -------- | ----- | -------- | -------- | ----- | -------- | ----- | -------- | -------- | ------- |
| 1968      | サンケイ  | 1     | 0     | 0     | 0     | 0        | 0     | 0     | --       | --          | ----  | 5     | 0.1      | 4        | 1           | 0        | 0     | 0        | 0        | 1     | 0        | 4     | 4        | 108.00   | 12.00   |
| 通算：1年 | 通算：1年 | 1     | 0     | 0     | 0     | 0        | 0     | 0     | --       | --          | ----  | 5     | 0.1      | 4        | 1           | 0        | 0     | 0        | 0        | 1     | 0        | 4     | 4        | 108.00   | 12.00   |

### 記録
- 初登板：1968年4月14日、対中日ドラゴンズ5回戦（明治神宮野球場）、7回表から3番手で救援登板、1/3回4失点

### 背番号
- 24 （1968年 - 1970年）
- 58 （1971年）